# قو خان
قو خان (1217-1277م) كان جنرالًا صينيًا خدم الإمبراطورية المغولية في غزو الصين والغرب. ينحدر من سلالة الجنرالات الصينيين. خدم والده وجده تحت قيادة جنكيز خان، بينما كان جده جو تزي جنرالًا مشهورًا بين أسرة تانغ الصينية.
أصبح قو خان أول حاكم لبغداد أثناء الحكم المغولي بعد إسقاطهم الخلافة العبَّاسية، إذ كان له دور فعال في وضع استراتيجية حصار بغداد (1258). تولى قو خان مسؤولية وحدات المدفعية الصينية في عهد أسرة يوان. يعد قو خان أحد فيالق الهان الصينية التي خدمت الإمبراطورية المغولية، وبعض الفتوحات اللاحقة للمغول تمت بواسطة جيوش تحت قيادته.

## الميلاد والنسب
نشأ قو خان في منزل رئيس الوزراء شي تيانزي (الذي كان أيضًا من هان، وكان والده وشقيقاه يخدمون أسرة يوان).

## سيرته العسكرية

### الشرق الأوسط وأوروبا
خدم قو خان، القائد سوبوتاي في حملات غزو أوروبا بعد بضع سنوات من سقوط أسرة جين. ثم خدم في غزو هولاكو خان للشرق الأوسط، ولعب دورًا رئيسيًا في الاستيلاء على بغداد ومعركتها، فهو واضع استراتيجية استخدام السدود لإغراق الجيش العبَّاسي، وأشرف على تقليص أسوار بغداد. عُيِّن أول حاكم إيلخاني لبغداد من قبل هولاكو بعد سقوط الخلافة العبَّاسية التي دامت 509 أعوام.
وفقًا لكتاب تاريخ يوان، كان قو خان حاضرًا في حصار ميمون ديز أثناء حملة هولاكو ضد النزاريين. هاجم قو خان القلعة التي لا يمكن الوصول إليها باستخدام المقاليع على الجبال.

### الصين
شارك قو خان في الحملة النهائية لغزو أسرة جين، بما في ذلك الاستيلاء على كايفنغ. ثم ساعد سوبوتاي في غزو غرب أوراسيا وأوروبا والشرق الأوسط، وعينه هولاكو حاكماً على بغداد. في مرحلة ما بعد تولي قوبلاي خان منصب الخان، ساعد قوبلاي خان في غزو سونغ الجنوبية وفي النهاية توحيد الصين تحت حكم أسرة يوان. بحلول هذه المرحلة كانت إمبراطورية منغوليا يوان قد اكتملت تقريبًا، حيث امتدت من الصين عبر آسيا الوسطى وسيبيريا والشرق الأوسط إلى أوروبا.
بعد أن عاد قو خان إلى الصين مع هولاكو خان اثر وفاة مونكو خان، ساعد قو خان القائد قوبلاي خان في فتح الأراضي لسلالة سونغ الجنوبية في جنوب الصين. سمح تولي قوبلاي منصب الخان له باختيار أفضل جنرالات يوان لخدمته. مات كل من سوبوتاي وجيبي بسبب الشيخوخة، مما جعل قو خان آخر "آلهة الحرب"، لذلك كلف الخان العظيم الجديد قو خان بقيادة الحملة الأخيرة لليوان وإعادة توحيد الصين.[بحاجة لرقم الصفحة]
يقال إن قو خان حث قوبلاي على تبني لقب سلالة هان الصينية، وإنشاء عاصمة وحكومة مركزية، وبناء المدارس. ويقال إنه كان الجنرال الذي اقترح الاستيلاء على شيانغيانغ كاستراتيجية لغزو سونغ الجنوبية. في عام 1262، هزم قوات سونغ في معركة شوتشو، وفي عام 1266 حث قوبلاي على إنشاء مزارع عسكرية في هوايبي لتوفير الإمدادات لغزو سونغ الجنوبية. في عامي 1268 و1270، قمع قو خان التمردات المحلية، ثم أُرسل للمشاركة في حصار شيانغيانغ. في عام 1276، سقطت أسرة سونغ (باستثناء الحركة الموالية التي استمرت حتى عام 1279)، وشغل جو منصب حاكم المنطقة لمدة عام آخر قبل وفاته.
يعد قو خان جنرالًا ساعد في توحيد إمبراطورية يوان المغولية الضخمة، ولعب دورًا مهمًا في هجماتهم لجميع أنحاء الإمبراطورية، من الشرق إلى الغرب.

## ملحوظات
1. 1 2  Prawdin, Michael. "The Mongol Empire".
2. ↑  Amitai-Preiss, Reuven. The Mamluk-Ilkhanid War
3. ↑  Lillian Craig Harris (1993). China considers the Middle East (ط. illustrated). Tauris. ص. 26. ISBN:1-85043-598-7. مؤرشف من الأصل في 2023-04-19. اطلع عليه بتاريخ 2010-06-28. The first governor of Baghdad under the new regime was Guo Kan, a Chinese general who had commanded the Mongols' right flank in the siege of Baghdad. Irrigation works in the Tigris-Euphrates basin were improved by Chinese engineers(Original from the University of Michigan)
4. ↑  Biran, Michal; Brack, Jonathan; Fiaschetti, Francesca. Along the Silk Roads in Mongol Eurasia: Generals, Merchants, and Intellectuals (بالإنجليزية). Univ of California Press. pp. 30–31. ISBN:978-0-520-29875-0. Archived from the original on 2023-08-18.
5. ↑  Hildinger, Erik. "Warriors of the Steppe: A Military History of Central Asia, 500 B.C. to A.D. 1700"
6. ↑  Saunders, J.J.. "The History of the Mongol Conquests"